# Theodor von Tarsus
Theodor von Tarsus (* 602 in Tarsus, Oströmisches Reich; † 19. September 690) war der siebte Erzbischof von Canterbury.

## Leben
Theodor war ein Grieche und wurde in Tarsus geboren, der Hauptstadt der spätrömischen Provinz Kilikien. Er verließ die Stadt, um in Antiochia zu studieren, wo er unter anderem Syrisch erlernte. Als die Sassaniden die Region um 620 zeitweilig eroberten, begab sich Theodor nach Konstantinopel, wo er römisches Recht studierte und Latein erlernte, bevor er in den Dienst der Kirche trat. Aufgrund seiner Sprachkenntnisse wurde er vom Patriarchen schließlich nach Rom entsandt.
Nachdem zunächst offenbar Wighart als Nachfolger des 664 verstorbenen Erzbischofs von Canterbury, Deusdedit, vorgesehen war, aber vor seiner Weihe starb, schlug Hadrian von Niridianum Theodor vor. Papst Vitalian weihte daraufhin Theodor von Tarsus am 26. März 668 und beauftragte Hadrian, diesen zu begleiten. Während Hadrian allerdings vom neustrischen Hausmeier Ebroin im Fränkischen Reich festgehalten wurde, da man ihn für einen kaiserlichen Spion hielt, erreichte Theodor im Mai 669 England. Dem Bericht des Beda Venerabilis zufolge bereiste Theodor ganz England, um die Einhaltung des römischen Osterbrauchs und der Mönchsregeln zu überwachen. Er sei auch der erste Erzbischof von Canterbury gewesen, dem sich alle „Kirchen der Angeln“ untergeordnet hätten.
Theodor wehrte sich gegen die Errichtung einer eigenen Kirchenprovinz für York und weihte selbst die Bischöfe von East Anglia (Bisi), Rochester (Putta), Wessex (Hlothhere) und Mercia (Ceadda). Da gleichzeitig die iro-schottische Mission im Niedergang begriffen war, gelang es Theodor, die Kirche in den angelsächsischen Gebieten erstmals unter der Oberhoheit Canterburys zusammenzufassen, das diese Position von da an behalten sollte. Damit war die erste römische Kirche außerhalb des Mittelmeerraumes geschaffen.
Als diese Konsolidierung weitgehend erfolgt war, wurde Theodor 673 Vorsitzender der ersten Synode der angelsächsischen Kirche in Hertford. Bei dieser Gelegenheit wurden zahlreiche iro-schottische Überbleibsel in der Liturgie verboten und die Struktur der Erzdiözese gefestigt. Insbesondere gehörte dazu die Stabilitas loci der Geistlichen im Gegensatz zu den wandernden iro-schottischen Mönchen sowie die Festschreibung der Vollmachten der Bischöfe als oberste kirchliche Instanzen in ihren jeweiligen Diözesen. Danach erneuerte Theodor das Bistum von Essex, indem er dort Earconwald einsetzte. Sein Eingreifen in die Kirche von Northumbria und bei den Pikten (678) erregte den Widerstand von Wilfrid. Im Krieg zwischen Northumbria und Mercia 679 gelang es ihm, einen Frieden zu vermitteln.  In den Jahren 680 und 684 leitete er die Synoden von Hatfield und Twyford, die die Bindung der angelsächsischen an die römische Kirche verstärkten. In der Spätphase seiner Herrschaft teilte Theodor mehrere Bistümer, um so kleinere kirchliche Einheiten zu erhalten.
In der römisch-katholischen, in der orthodoxen und in der anglikanischen Kirche  wird er als Heiliger verehrt. Sein Gedenktag ist jeweils der 19. September.